# Instituto de Cine Danés
El Instituto de Cine Danés (en danés: Det Danske Filminstitut) es la agencia nacional de Dinamarca responsable del soporte e incentivo al cine y a la cultura cinematográfica, y por conservar este material de interés nacional. Es también conocido como Filmhuset ( inglés: The House of Film), y está ubicado en Gothersgade, en la zona central de Copenhague. Entre las instalaciones del centro, se incluyen una librería y una cinemateca, además de un museo dedicado al cine danés. 
El instituto es un órgano del Ministerio de la Cultura de Dinamarca. Su director actual es Henrik Bo Nielsen. Integra el European Film Promotion, una red de organizaciones conectadas al cine con el objetivo de divulgar la producción del continente.

## Historia
El Instituto de Cine de Dinamarca fue fundado en 1972, sustituyendo la Fundación Danesa de Cine (en danés: Den Danske Filmfond). En 1996 una nueva ley fundió el Instituto de Cine con la Statens Filmcentral y el Museo Nacional de Cine de Dinamarca.  

## Actividades
El Instituto de Cine de Dinamarca actúa en tres áreas principales:
- Producción y desarrollo de todos los tipos de películas
- Distribución y comercialización de películas
- Actividades de archivística y museología

El Instituto presenta películas danesas y festivales dentro y fuera del país y subsidia importantes producciones cinematográficas de calidad internacional.

## Instalaciones

### Cinemateket
Cinemateket es el acrónimo del Museo Nacional de Cine de Dinamarca. Está dedicado al estudio y divulgación de la producción de cine nacional, así como del cine extranjero. Posee tres salas de cine que muestran una combinación de películas clásicas y películas de varios temas. Ocasionalmente películas contemporáneas que de otra forma no alcanzarían el mercado danés son exhibidas. En su videoteca también es posible encontrar cortometrajes y documentales. Otros servicios incluyen una librería, un café y un restaurante.

### Librería
La librería del Instituto posee cerca de 55 000 libros, además de periódicos importantes de diversos lugares de Europa, manuscritos y publicaciones raras.

## Directores
| Año       | Nombre            |
| --------- | ----------------- |
| ?         | ?                 |
| 1997–2007 | Henning Camre     |
| 2007 –    | Henrik Bo Nielsen |